# Bunter Schachtelhalm
Der Bunte Schachtelhalm (Equisetum variegatum) ist eine Pflanzenart aus der Gattung der Schachtelhalme (Equisetum) innerhalb der Familie der Schachtelhalmgewächse (Equisetaceae).

## Merkmale

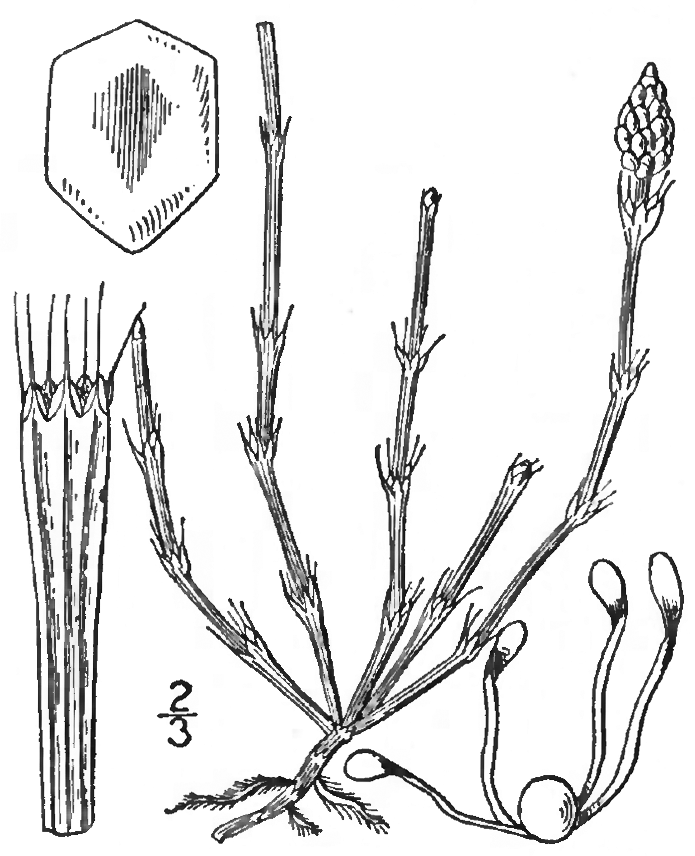
Illustration

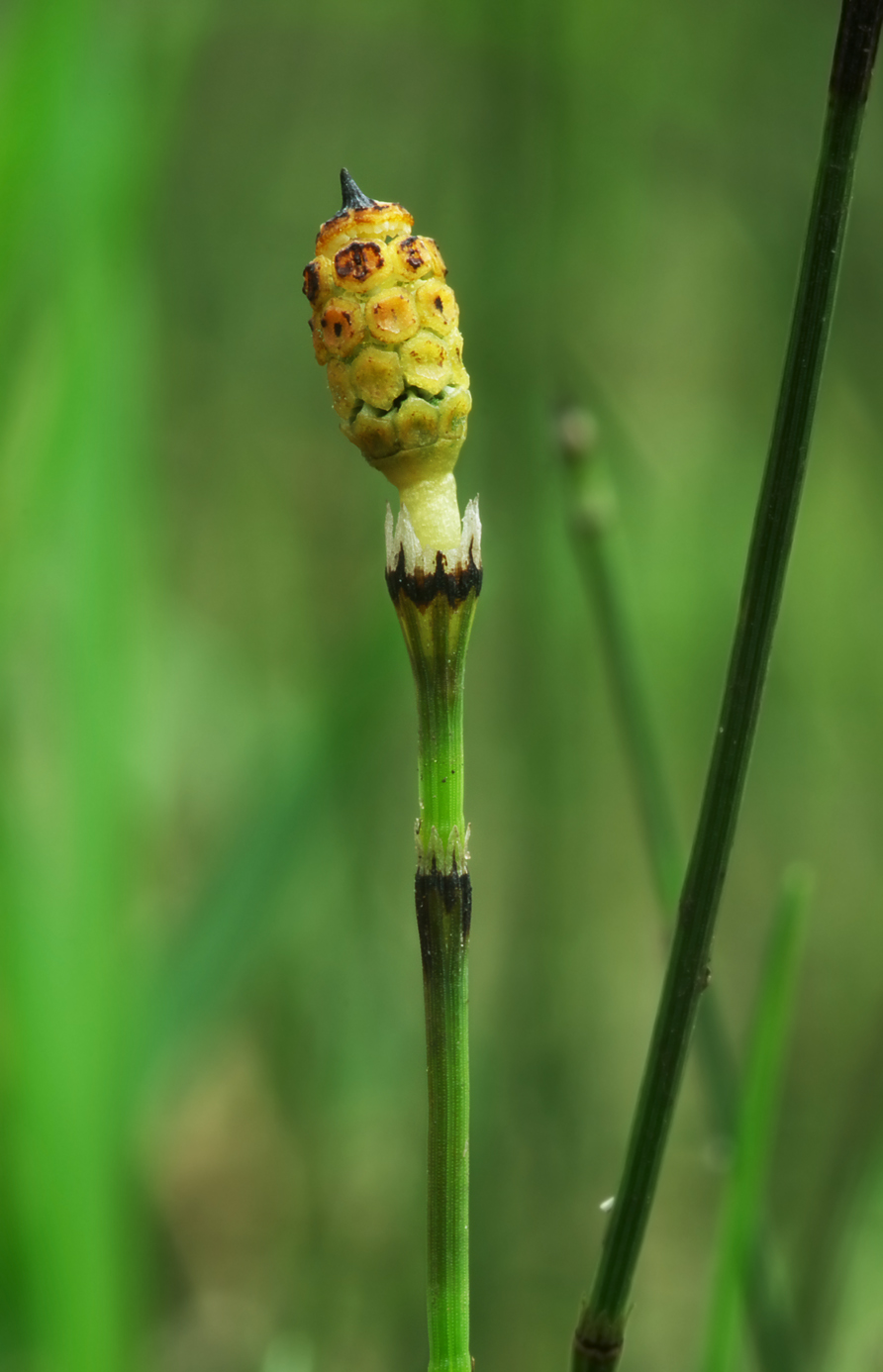
Bunter Schachtelhalm (Equisetum variegatum)

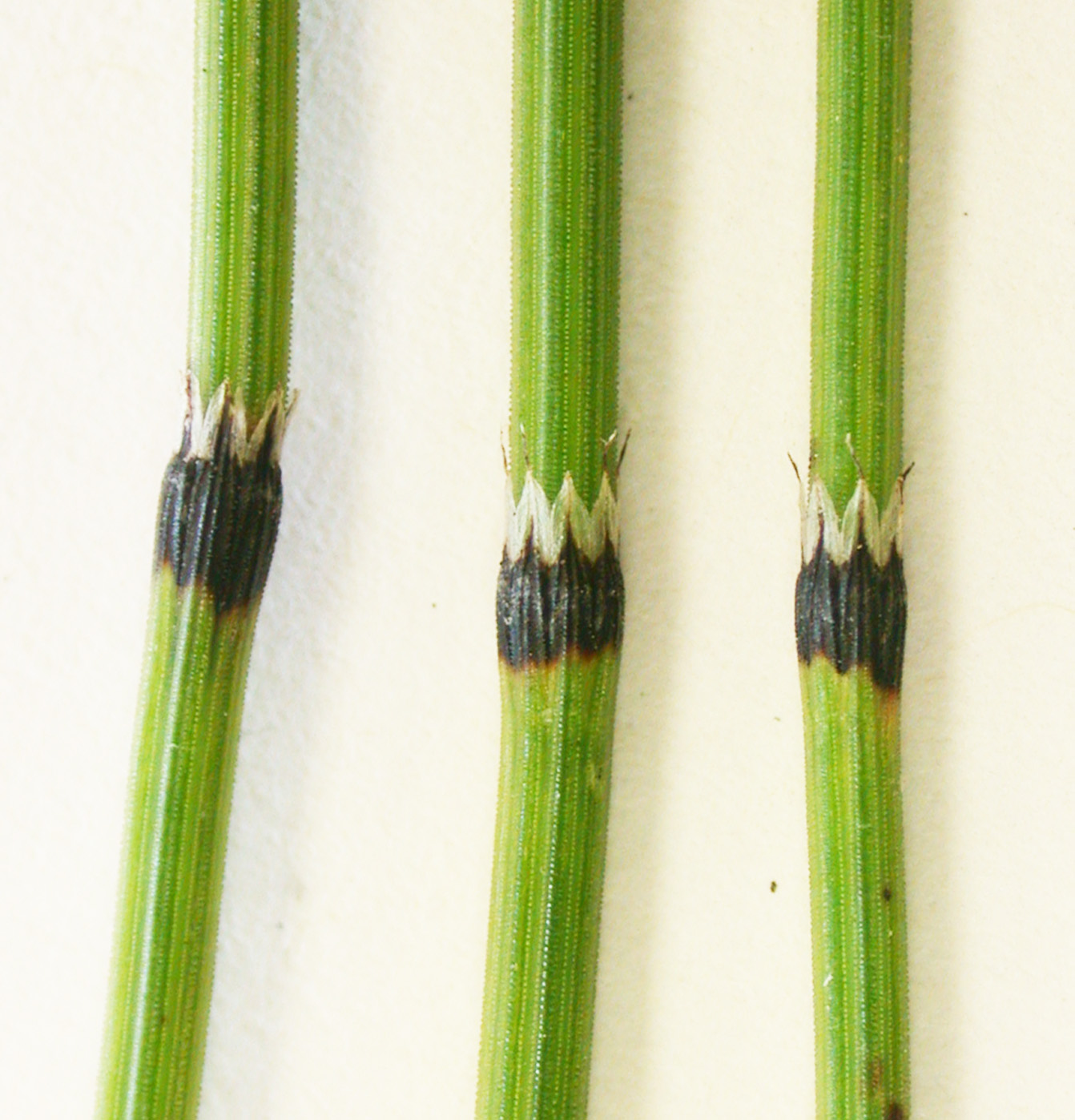
Stängel und Blattscheiden

Der Bunte Schachtelhalm ist eine immergrüne, ausdauernde krautige Pflanze. Die 2 bis 3 Millimeter dicken, rauen, aufrechten Sprosse sind höchstens am Grunde verzweigt und erreichen Wuchshöhen von 10 bis 40 Zentimetern. Die Internodien sind grün und haben sieben bis neun Rippen. Die Blattscheiden sind glocken- bis trichterförmig, etwas abstehend, die unteren schwarz, die oberen grün mit breiter schwarzer Querbinde. Die Scheidenzähne stehen aufrecht, frei und fallen nicht ab.
Die Zentralhöhle hat einen Durchmesser von ¼ bis ⅓ des Stängeldurchmessers. Die Sporangienähre ist 5 bis 7 Millimeter lang, eiförmig und oben spitz. Die Sporangientriebe erscheinen von April bis August.
Die Chromosomenzahl beträgt 2n = 216.

## Ökologie
Beim Bunten Schachtelhalm handelt es sich um einen Chamaephyten.

## Vorkommen
Das Verbreitungsgebiet des Bunten Schachtelhalmes ist circumpolar. Er ist von Eurasien über Grönland bis Nordamerika weitverbreitet. In Europa findet man ihn von der Arktis südwärts bis in die Pyrenäen, die Südalpen und bis Ungarn und Rumänien. Er kommt in Europa in fast allen Ländern vor und fehlt nur in Portugal, Luxemburg, der Slowakei, in Bosnien-Herzegowina, Nordmazedonien, Albanien, Bulgarien und im europäischen Teil der Türkei.
In Mitteleuropa ist der Bunte Schachtelhalm besonders in den Alpen verbreitet und steigt im Kanton Wallis bis in Höhenlagen von 2570 Metern auf. Sie ist in Mitteleuropa ein arktisches Relikt aus der Würm-Eiszeit und ist in vielen Gebieten heute im Rückgang begriffen.
Der Bunte Schachtelhalm ist eine lichtliebende Pionierpflanze und wächst besonders auf sandig-kiesigen Flussalluvionen, in Flachmooren, in Kiesgruben an Ufern und in Quellfluren. Er ist eine Kennart der Ordnung Tofieldietalia.
Die ökologischen Zeigerwerte nach Landolt et al. 2010 sind in der Schweiz: Feuchtezahl F = 4+w (nass aber mäßig wechselnd), Lichtzahl L = 4 (hell), Reaktionszahl R = 4 (neutral bis basisch), Temperaturzahl T = 2+ (unter-subalpin und ober-montan), Nährstoffzahl N = 3 (mäßig nährstoffarm bis mäßig nährstoffreich), Kontinentalitätszahl K = 3 (subozeanisch bis subkontinental).

## Systematik
Die Erstbeschreibung von Equisetum variegatum erfolgte 1807 durch Johann Christoph Schleicher in F. Weber und D. M. H. Mohr: Botanisches Taschenbuch, 60, S. 447. Das Artepitheton variegatum bedeutet „bunt“ und bezieht sich auf den Kontrast der schwarzen Blattscheiden mit weißen Zähnen gegen den grünen Stängel.
Je nach Autor gibt es von Equisetum variegatum etwa zwei Unterarten:
- Equisetum variegatum subsp. alaskanum (A.A.Eaton) Hultén[5]
- Equisetum variegatum Schleich. ex F.Weber & D.Mohr subsp. variegatum[5]

## Trivialnamen
Der deutschsprachige Trivialname Bunter Schachtelhalm ist die Übersetzung des botanischen Namens. Für den Bunten Schachtelhalm bestehen bzw. bestanden auch die weiteren deutschsprachigen Trivialnamen: Holzgras (Schlesien), Schaftheu und Schlotter (Schlesien).